# PGA Championship 2010

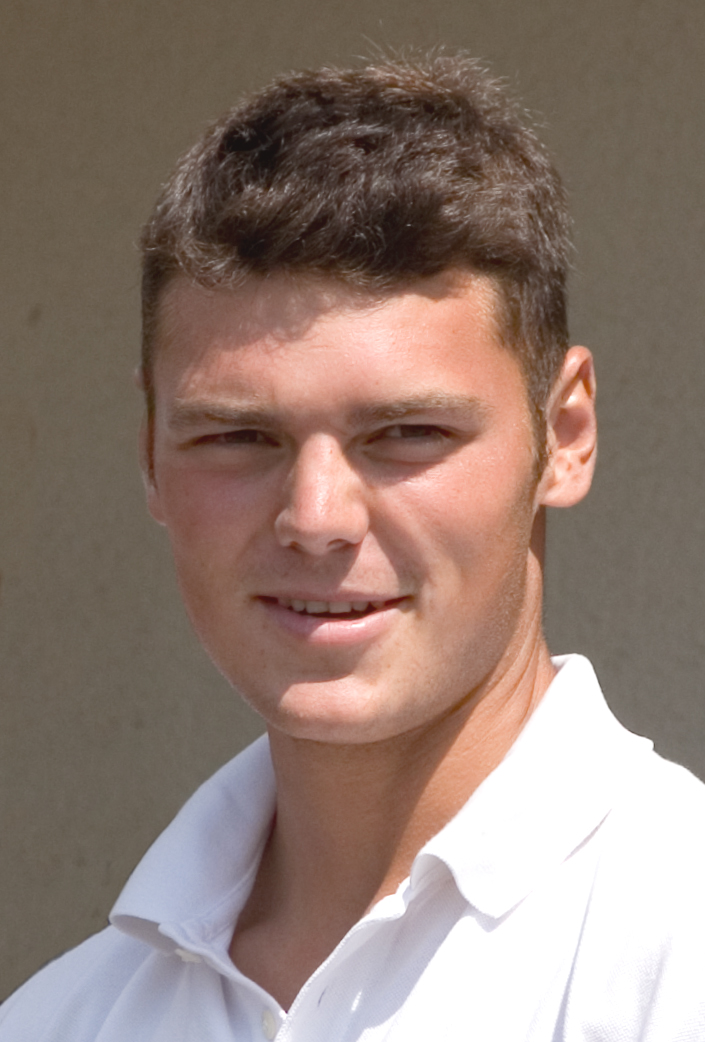
Martin Kaymer, winnaar 2010

Het 92ste Amerikaanse PGA Kampioenschap werd van 12 tot en met 15 augustus 2010 gespeeld op de Whistling Straits baan in Kohler, Wisconsin. Titelhouder was de Koreaan Y E Yang, die in 2009 geschiedenis schreef toen hij met twee slagen achterstand aan de laatste ronde begon en toch Tiger Woods versloeg. Het toernooi in 2010 werd gewonnen door de Duitser Martin Kaymer, de Amerikaan Bubba Watson eindigde als tweede terwijl Rory McIlroy en Zach Johnson de derde plaats deelden.

## De baan
De baan is ontworpen door Peter en Alice Dye en werd in 1998 geopend. Er zijn twee banen met een par van 72, de Straits Course en de Irish Course. Voor de grote toernooien wordt de Straits Course gebruikt. In 2004 won Vijay Singh hier zijn derde Major na een play-off van drie holes tegen Justin Leonard en Chris DiMarco. In 2007 werd hier het US Senior Open door Brad Bryant gewonnen. In augustus 2020 zal de Ryder Cup hier gespeeld worden.
De Straits Course strekt zich 3 kilometer lang uit langs Lake Michigan. Acht holes liggen aan het meer waaronder hole 17, volgens de statistieken de moeilijkste korte hole van de baan, niet alleen vanwege de lengte maar vooral ook door de wind.

De Irish Course ligt niet aan het meer, en daar wordt opzettelijk minder onderhoud gepleegd om de baan meer 'Iers' te laten worden, minder gemanicuurd dan de Strait Course. Hij is daardoor moeilijker, wat blijkt uit de course-rating (CR) van 75,6 en de slope-rating (SR) van 146.

## Verslag

#### Ronde 1
07:30 uur: De helft van de spelers is klaar met de eerste ronde, er zijn twee clubhouse leaders. Mist heeft verhinderd dat de eerste ronde werd afgemaakt. Tiger Woods heeft het weer moeilijk en staat met -1 op de 24ste plaats.
21:00 uur: De eerste ronde heeft toch nog een nieuwe leider voortgebracht, want Matt Kuchar heeft -5 gemaakt.

#### Ronde 2
Matt Kuchar heeft met -8 de leiding behouden maar Nick Watney staat op -7.

#### Ronde 3
Nick Watney heeft de leiding overgenomen en staat nu -13. Rory McIlroy en Dustin Johnson hebben beiden 67 gemaakt en delen de tweede plaats met -10. Wencheng Liang vestigde het toernooirecord met een ronde van 64.

#### Ronde 4
Tijdens de eerste drie dagen hebben 52 spelers een ronde onder de 70 gemaakt, tijdens de laatste ronde maar 4, w.o. Bubba Watson, die daardoor in de play-off kwam tegen Martin Kaymer. Ook Zach Johnson dacht in de play-off te zitten, maar bij de 18de green was zijn bal na de tweede slag in wat zand naast de tribune gekomen, dacht hij, maar het bleek in een bunker te zijn. Hij raakte met zijn club het zand aan voordat hij de bal sloeg en kreeg twee strafslagen. Voor hem geen play-off maar een gedeeld derde plaats.

De play-off bestond uit drie holes, 10, 17 en 18. Watson won hole 10 met een birdieputt van een meter, Kaymer won hole 17 met een birdieputt van ruim 4 meter. Op hole 18 sloeg Watson zijn tweede slag in het water en verloor de play-off. Kaymer kreeg de Wanamaker Trophy en $ 1.350.000 en weet nu zeker dat hij met de volgende Ryder Cup mag meedoen. Bubba Watson heeft nu een wildcard gekregen.

Volledige uitslag
| Nr  | Naam               | R1 | Score | Nr  | R2 | Score | Totaal | Nr  | R3 | Score | Totaal | Nr  | R4 | Score | Totaal |
| --- | ------------------ | -- | ----- | --- | -- | ----- | ------ | --- | -- | ----- | ------ | --- | -- | ----- | ------ |
| 1   | Martin Kaymer      | 72 | par   | T14 | 68 | -4    | -4     | T6  | 67 | -5    | -9     | T4  | 70 | -2    | -11    |
| 2   | Bubba Watson       | 68 | -4    | T2  | 71 | -1    | -5     | T3  | 70 | -2    | -7     | T11 | 68 | -4    | -11    |
| T3  | Rory McIlroy       | 71 | -1    | T11 | 68 | -4    | -5     | T3  | 67 | -5    | -10    | T2  | 72 | par   | -10    |
| T3  | Zach Johnson       | 69 | -3    | T6  | 70 | -2    | -5     | T3  | 69 | -3    | -8     | T7  | 70 | -2    | -10    |
| T5  | Jason Dufner       | 73 | +1    | T19 | 66 | -6    | -5     | T3  | 69 | -3    | -8     | T7  | 71 | -1    | -9     |
| T5  | Steve Elkington    | 71 | -1    | T11 | 70 | -2    | -3     | T   | 67 | -5    | -8     | T7  | 71 | -1    | -9     |
| T5  | Dustin Johnson     | 71 | -1    | T11 | 68 | -4    | -5     | T3  | 67 | -5    | -10    | T2  | 73 | +1    | -9     |
| T8  | Camilo Villegas    | 71 | -1    | T11 | 71 | -1    | -2     | T18 | 70 | -2    | -4     | T19 | 68 | -4    | -8     |
| T8  | Wenchong Liang     | 72 | par   | T14 | 71 | -1    | -1     | T14 | 64 | -8    | -9     | T4  | 73 | +1    | -8     |
| T10 | Jason Day          | 69 | -3    | T6  | 72 | par   | -3     | T11 | 66 | -6    | -9     | T4  | 74 | +2    | -7     |
| T10 | Matt Kuchar        | 67 | -5    | T1  | 69 | -3    | -8     | 1   | 73 | +1    | -7     | T11 | 72 | par   | -7     |
| T18 | Nick Watney        | 69 | -3    | T6  | 68 | -4    | -7     | 2   | 66 | -6    | -13    | 1   | 81 | +9    | -4     |
| T18 | Ernie Els          | 68 | -4    | T2  | 74 | +2    | -2     | T18 | 69 | -3    | -5     | T16 | 73 | +1    | -4     |
| T24 | Jim Furyk          | 73 | +1    | T19 | 66 | -6    | -5     | T3  | 69 | -3    | -8     | T7  | 77 | +5    | -3     |
| T28 | Seung-yul Noh      | 68 | -4    | T2  | 71 | -1    | -5     | T3  | 72 | par   | -5     | T16 | 75 | +3    | -2     |
| T33 | Francesco Molinari | 68 | -4    | T2  | 73 | +1    | -3     | E11 | 71 | -1    | -4     | T19 | 75 | +3    | -1     |

## De spelers
Aan dit PGA Kampioenschap doen tien voormalige winnaars mee. Er doen 156 spelers mee waarvan 83 de Amerikaanse nationaliteit hebben. Er zijn 38 Europese spelers waarvan 

De winnaar van de WGC - Bridgestone Invitational 2010 kwalificeert zich voor dit toernooi en staat op de startlijst met Simon Dyson en Bruce Smith. De winnaar, Hunter Mahan, stond echter al op de spelerslijst. Mogelijk speelt nummer 2 met Dyson en Smith. 

Bill Lunde heeft zich gekwalificeerd door het Turning Stone Kampioenschap te winnen. Zijn score was -17.
| - Stephen Ames - Fredrik Andersson Hed - Stuart Appelby - Danny Balin - Ricky Barnes - Cameron Beckman - Ryan Benzel - Matt Bettencourt - Kris Blanks - Jason Bohn - Grégory Bourdy - Mark Brooks (1996) - Ángel Cabrera - Chad Campbell - Paul Casey - K. J. Choi - Stewart Cink - Tim Clark - Darren Clarke - Ben Crane - Ben Curtis - John Daly (1991) - Rhys Davies - Brian Davis - Jason Day - Brendon de Jonge - Luke Donald - Jason Dufner - Simon Dyson - Steve Elkington (1995) - Ernie Els - Gonzalo Fernández-Castaño - Ross Fisher - Kyle Flinton - Rickie Fowler - Hiroyuki Fujita - Jim Furyk - Scott Gallagher - Sergio García - Brian Gay | - Lucas Glover - Retief Goosen - Paul Goydos - Bill Haas - Anders Hansen - Søren Hansen - Peter Hanson - Pádraig Harrington (2008) - Scott Hebert - Tetsuji Hiratsuka - J.B. Holmes - David Horsey - Charles Howard III - David Hutsell - Yuta Ikeda - Trevor Immelman - Stu Ingraham - Ryo Ishikawa - Fredrik Jacobson - Raphaël Jacquelin - Thongchai Jaidee - Miguel Ángel Jiménez - Matt Jones - Dustin Johnson - Zach Johnson - Robert Karlsson - Martin Kaymer - Jerry Kelly - Simon Khan - Anthony Kim - Kyung-tae Kim - Soren Kjeldsen - Matt Kuchar - Rob Labritz - Martin Laird - Derek Lamely - Tom Lehman - Marc Leishman - Justin Leonard - Wenchon Liang | - Davis Love III (1997) - Mitch Lowe - Shane Lowry - Bill Lunde - Hunter Mahan - Steve Marino - Troy Matteson - Robert McClellan - Graeme McDowell - Ross McGowan - Rory McIlroy - George McNeill - John Merrick - Shaun Micheel (2003) - Phil Mickelson (2005) - Bryce Molder - Edoardo Molinari - Francesco Molinari - Colin Montgomerie - Ryan Moore - Rob Moss - Kevin Na - Seung-yul Noh - Sean O'Hair - Koumei Oda - Geoff Ogilvy - Keith Ohr - Louis Oosthuizen - Jeff Overton - Ryan Palmer - Troy Pare - Corey Pavin - Kenny Perry - Tim Petrovic - Carl Pettersson - D.A. Points - Ian Poulter - Alvaro Quiros - Justin Rose - Rory Sabbatini | - Jason Schmuhl - Charl Schwartzel - Adam Scott - John Senden - Mark Sheftic - Michael Sim - Vijay Singh (1998, 2004) - Sonny Skinner - Heath Slocum - Mike Small - Bruce Smith - Brandt Snedeker - Kevin Stadler - Rich Steinmetz - Henrik Stenson - Steve Stricker - Chip Sullivan - Kevin Sutherland - Vaughn Taylor - Tim Thelen - David Toms (2001) - D.J. Trahan - Bo Van Pelt - Scott Verplank - Camilo Villegas - Jimmy Walker - Nick Watney - Bubba Watson - Boo Weekley - Mike Weir - Lee Westwood - Charlie Wi - Danny Willett - Oliver Wilson - Chris Wood - Tiger Woods (1999, 2000, 2006, 2007) - Y E Yang (2009) |